# У країні рожевих кіз (мультфільм)
У країні розових кіз (рос. В стране розовых коз) — мультфільм казахського кінорежисера Єрсаіна Абдрахманова. Про світ дитячої фантазії.